# Estadio Shahter
El estadio Shahter (en kazajo: Шахтер стадион) es un estadio multiusos en Karagandy, Kazajistán. Actualmente se utiliza principalmente para partidos de fútbol y es el estadio del FC Shakhter. Tiene una capacidad de 19 000 espectadores.

## Historia
El estadio Shahter fue construido en 1958. Al principio ocupaba una superficie de 2,6 hectáreas. En la actualidad, la superficie total del estadio es de 14 hectáreas. El recinto es el principal estadio de Karaganda, en el que se celebran partidos de fútbol y competiciones de atletismo, boxeo, levantamiento de pesas, culturismo, patinaje, hockey o tenis de mesa.
El gobierno regional se encargó de efectuar una importante remodelación en el estadio en 2001, se instaló un nuevo césped en el terreno de juego y asientos de plástico individuales en las tribunas en 2006. También se mejoraron los vestuarios de los jugadores y la iluminación. Todo esto le permitió obtener una licencia UEFA para albergar partidos internacionales de la competición europea en el estadio.

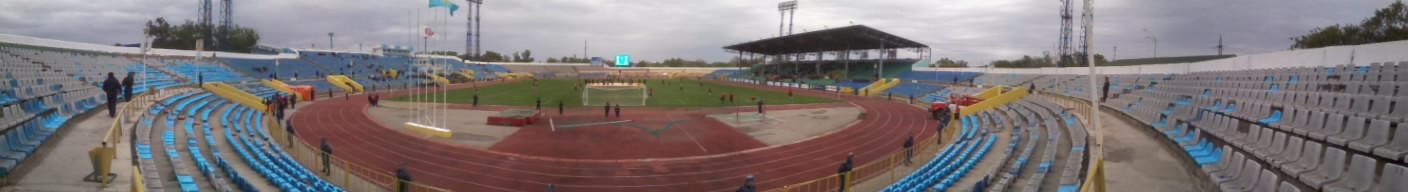
Imagen Panorámica del Estadio.